# Класе (Равена)
Класе (итал. Classe) је насеље у Италији у округу Равена, региону Емилија-Ромања.
Према процени из 2011. у насељу је живело 1989 становника. Насеље се налази на надморској висини од 1 м.